# 雨谷敬史
雨谷 敬史（あまがい たかし、1964年2月 - ）は、日本の化学者・環境学者（大気環境・環境化学・環境分析）。学位は博士（理学）。静岡県立大学食品栄養科学部教授・大学院食品栄養環境科学研究院教授。
静岡県立大学環境科学研究所助教授、静岡県立大学環境科学研究所准教授、静岡県立大学食品栄養科学部准教授などを歴任した。

## 来歴

### 生い立ち
1964年生まれ。東京大学に進学し、理学部の化学科で化学を修めた。1986年に東京大学を卒業すると、同大学の大学院に進学した。理学系研究科にて研究を進め、1992年に博士課程を修了した。同年3月　東京大学　博士（理学）　論文の題は「Design and Synthesis of Novel Hybrid Molecules Involving Two Functional Moieties,and Their Interactions with DNA(第2の機能部位を導入した水溶性ポルフィリンとDNAとの相互作用)」。

### 研究者として
大学院修了後、静岡県立大学に採用され、環境科学研究所の助手として着任する。1998年には、静岡県立大学の環境科学研究所にて、助教授に昇任した。学校教育法の改正にともない、2007年に静岡県立大学の環境科学研究所にて准教授に就任した。なお、静岡県立大学の大学院においては、生活健康科学研究科の職も兼務していた。2012年、生活健康科学研究科が薬学研究科と統合され、新たに2研究院1学府に再編されたことにともない、新設された食品栄養環境科学研究院の准教授を兼務することとなった。2014年、静岡県立大学の環境科学研究所が発展的に改組され、大学院の食品栄養環境科学研究院に附属食品環境研究センターが新設されるとともに、食品栄養科学部に環境生命科学科が新設された。それにともない、食品栄養科学部の准教授に転じ、こちらが本務となった。なお、大学院においては、食品栄養環境科学研究院の准教授も引き続き兼務している。

## 研究
専門は化学であり、特に大気環境、環境化学、環境分析といった環境学ともかかわりの深い分野について研究している。具体的には、有害化学物質について、その大気環境での動態について研究している。また、室内環境や個人曝露、あるいは、有害大気汚染物質の生体への影響、などの評価について、その手法の開発等に取り組んでいる。室内環境のサンプリング、測定、分析等の手法の標準化を図る室内環境学会標準化委員会では、委員として活動に携わっており、2011年度から2012年度にかけては委員長を務めた。2012年には、雨谷の業績に対して室内環境学会賞査読者賞が授与された。2018年環境化学会学術賞受賞。
学会としては、日本化学会、日本分析化学会、環境科学会、日本大気環境学会、日本環境変異原学会、室内環境学会、日本環境化学会などに所属する。日本大気環境学会では理事、室内環境学会では運営委員や評議員、日本環境化学会では評議員や幹事などを務めた。

## 略歴
- 1964年 - 誕生。
- 1982年 - 茨城県立土浦第一高等学校卒業。
- 1986年 - 東京大学理学部卒業。
- 1992年 - 東京大学大学院理学系研究科博士課程修了。
- 1992年 - 静岡県立大学環境科学研究所助手。
- 1998年 - 静岡県立大学環境科学研究所助教授。
- 1998年 - 静岡県立大学大学院生活健康科学研究科助教授。
- 2007年 - 静岡県立大学環境科学研究所准教授。
- 2007年 - 静岡県立大学大学院生活健康科学研究科准教授。
- 2012年 - 静岡県立大学大学院食品栄養環境科学研究院准教授。
- 2014年 - 静岡県立大学食品栄養科学部准教授。

## 賞歴
- 2012年 - 室内環境学会賞査読者賞。